# Farmàcia Mascort-Llach-Cid
La farmàcia Mascort-Llach-Cid fou fundada el 1789 i ha anat passant de generació en generació, fins als nostres dies, convertint-se en una de les més significatives de Palafrugell pel que fa a la seva història i els fons documentals que en van sorgir.

## Història
La farmàcia de Can Mascort fou fundada el 1789 per Francesc Mascort Plana (1766-1840) al carrer Raval Inferior núm. 23 i 25. El succeí el seu fill Pere Mascort Riera (1798-1876), aquest el 1857 deixà la farmàcia al seu germà Rafael Mascort Riera (1800-1884).
Pere Mascort Fina (1844-1916) va succeir el seu pare Rafael Mascort Riera a la farmàcia; en morir Pere Mascort deixà en herència tots els seus béns a la seva única filla. Pere Mascort fou substituït pel farmacèutic regent Joan Rigau Vila (1877- ?) el 1917.
Carles Llach Puig (1896- ?) adquireix la farmàcia de Joan Rigau el 1918. Carles Llach estava casat amb la filla de Pere Mascort Fina, Caterina. Aquest pertanyia a una família de farmacèutics, el seu pare Josep Llach Coll tenia farmàcia a La Bisbal i tres germans més també eren farmacèutics: Josep Mª amb farmàcia a Olot, Albert a Sant Joan les Fonts i Salvador a Port-Bou. El mes d'abril de 1936 ven la farmàcia a Ferran Cid Matabosch i es trasllada a viure a Girona, on obre una altra farmàcia.
Ferran Cid Matabosch va néixer el 1913 a Sant Hilari Sacalm. Adquirí la farmàcia de Carles Llach Puig el 1936 i la regentà fins a 1980. Actualment és la farmàcia de Mercè Cid Alsius, filla de Ferran Cid.

## Fons documental
El fons conté la documentació de gestió i explotació de la farmàcia. De la documentació de gestió es conserva bàsicament els llibres de comptabilitat, que permeten veure els moviments a la farmàcia sobretot entre els anys 30 i 60 del segle xx. Podríem destacar també els llibres on s'anotaven els comptes dels clients, el que devien a la farmàcia; tot i que no és una documentació gaire contínua ens permet tenir les dades d'una dècada, des de 1926 al 1938.
Pel que fa a la documentació referent a l'activitat pròpia de la farmàcia hi trobem els llibres copiadors de receptes, llibres referents al moviment i control de les substàncies estupefaents, anotacions de les fórmules farmacèutiques, catàlegs de productes, etc. En destaquem els llibres copiadors de receptes a on s'anoten totes les prescripcions de les receptes i quin doctor la fa, el preu, etc. És la documentació de la farmàcia que té més continuïtat, tot i que hi manca algun any, i que ens permet veure l'evolució des de 1899 fins al 1978.
Actualment es conserva aquest fons documental a l'Arxiu Municipal de Palafrugell.